# Pseudoanthidium eximium
Pseudoanthidium eximium is een vliesvleugelig insect uit de familie Megachilidae. De wetenschappelijke naam van de soort is voor het eerst geldig gepubliceerd in 1863 door Giraud.